# Пеннингтон, Мэри Энгл
Мэри Энгл Пеннингтон (8 октября 1872, Нашвилл — 27 декабря 1952, Нью-Йорк, Нью-Йорк) — американская химик-бактериолог, инженер.

## Ранняя жизнь и образование
Мэри Энгл Пеннингтон родилась в Нэшвилле, штат Теннесси; её родителями были Генри и Сара Мэлони Пеннингтон. Вскоре после её рождения семья переехала в Филадельфию, чтобы быть ближе к квакерским родственникам матери. В 1878 году родилась её младшая сестра Хелен.
Мэри Пеннингтон рано проявила интерес к химии. Она поступила в Пенсильванский университет в 1890 году и в 1892 году выполнила требования для получения степени бакалавра в области химии с дополнительными знаниями в области ботаники и зоологии. Однако, поскольку в то время Пенсильванский университет не присуждал женщинам ученых степеней, ей вместо степени выдали свидетельство о квалификации.
Пеннингтон получила докторскую степень Пенсильванского университета в 1895 году. Её диссертация называлась «Производные Колумбия и Тантала». С 1895 по 1896 год она была научным сотрудником по ботанике в своей альма-матер. В 1897—1899 годах она была научным сотрудником по физиологической химии в Йельском университете, где проводила исследования в области физиологической химии с доктором Лафайет Мендель и доктором Расселом Читтенденом. В 1898 году она основала Филадельфийскую клиническую лабораторию. В том же году она приняла должность директора их клинической лаборатории в Женском медицинском колледже Пенсильвании. Она также работала научным сотрудником в отделе гигиены Пенсильванского университета с 1898 по 1901 год и была бактериологом в Бюро здравоохранения Филадельфии. На своей должности в Бюро здравоохранения она сыграла важную роль в улучшении санитарных стандартов при обращении с молоком и молочными продуктами.

## Более поздняя жизнь
Пеннингтон умерла 27 декабря 1952 года в Нью-Йорке. Она похоронена на кладбище Лорел Хилл в Филадельфии, штат Пенсильвания.

## Сотрудничество с Министерством сельского хозяйства США
В 1905 году Пеннингтон начала работать в Министерстве сельского хозяйства США в качестве химика-бактериолога. Её директор Химического бюро, Харви В. Уайли, призвал её подать заявку на должность руководителя недавно созданной Лаборатории пищевых исследований, которая была создана для обеспечения соблюдения Закона о чистых пищевых продуктах и лекарствах 1906 года. Она приняла эту должность в 1907 году. Одним из её главных достижений стала разработка стандартов безопасной обработки цыплят, выращиваемых для употребления в пищу человеком. Она также возглавляла исследование конструкции крытых вагонов-рефрижераторов и работала в Администрации военного продовольствия Герберта Гувера во время.

## Инженер-холодильщик и консультант
Участие Пеннингтон в разработке крытых вагонов-рефрижераторов в Лаборатории пищевых исследований вызвало у неё интерес ко всему процессу транспортировки и хранения скоропортящихся продуктов, включая как рефрижераторные перевозки, так и домашнее охлаждение. За время работы в лаборатории Пеннингтон и Говард Кастнер Пирс получили патент США на цельнометаллический холодильный стеллаж для птицы, предназначенную для охлаждения и сортировки птицы, кроликов и дичи. В 1919 году Пеннингтон устроилась на работу в частную фирму American Balsa, производившую изоляцию для холодильных установок. Она покинула фирму в 1922 году, чтобы начать свой собственный консалтинговый бизнес, которым она руководила до выхода на пенсию в 1952 году. В 1923 году она основала Бюро бытового холода (Household Refrigeration Bureau), чтобы обучать потребителей безопасным методам работы с бытовым охлаждением. Большая часть её работы в 1920-х годах поддерживалась Национальной ассоциацией ледовой промышленности (National Association of Ice Industries, NAII), ассоциацией независимых производителей и дистрибьюторов льда, которые доставляли лед на дом для использования в холодильных шкафах до того, как стали широко доступны электрические холодильники. При поддержке NAII она опубликовала брошюры о безопасности домашних продуктов, в том числе The Care of the Child’s Food in the Home (1925) и Cold is the Absence of Heat (1927).

## Публикации и членство
Она публиковалась во многих научных и медицинских журналах и была членом Американского химического общества и Общества химиков-биологов. Она была членом Американской ассоциации содействия развитию науки и членом Филадельфийского патологического общества, Sigma XI и женского общества Kappa Kappa Gamma.

## Награды
Мэри Энгл Пеннингтон была награждена медалью Гарвана-Олина, высшей наградой, присуждаемой женщинам в Американском химическом обществе. Она член Национального женского зала славы и Зала славы ASHRAE. Она была первой женщиной, избранной в Зал славы Исторического общества птицеводства в 1959 году. В 2018 году она была занесена в Национальный зал славы изобретателей.